# Heligmonevra rubripes
Heligmonevra rubripes là một loài ruồi trong họ Asilidae. Heligmonevra rubripes được Ricardo miêu tả năm 1922. Loài này phân bố ở vùng nhiệt đới châu Phi.